# Адигейський чай
Адигейський чай — чай, що вирощується в Адигеї. Поряд з краснодарським чаєм є найпівнічнішим чаєм Росії, і одним з найпівнічніших чаїв у світі. Вирощують шість сортів чаю, з сировини виробляється зелений і чорний чай. Бренд "Адигейський чай" є зареєстрованим найменуванням.
На XIX Всеросійській агропромисловій виставці "Золота осінь" у 2017 році в Москві адигейський чай "чорний байховий" і "зелений байховий" нагороджені дипломами та золотими медалями виставки.

## Походження
Перші чайні кущі в Адигеї з'явилися в 1938 році, це були грузинські сорти, що ведуть походження від китайського чаю «кімун». Розмір дослідних плантацій становив лише кілька соток. У 1967 році співробітники Адигейської дослідної станції заклали 20 га чайних кущів У 2010 році на основі 11 сортів грузинського чаю Адигейською філією Всеросійського НДІ квітництва і субтропічних культур (ВНДІКіСК) виведений високогірний морозостійкий сорт адигейського чаю.

## Терруар
Чайні плантації розташовуються в Майкопському районі, неподалік від селища Цвєточний, на висоті 400-550 м над рівнем моря, у 2016 році їх площа становила 6 га, але урожай дають тільки 1,5 га. За даними ВНДІКіСК, теоретично, в Республіці Адигея є 9,5 тис. га земель, придатних для вирощування чаю. Але щоб висадити на цих землях чай, потрібні великі фінансові вкладення, які окупляться не раніше ніж через 8-10 років.

## Характеристики та особливості
Адигейський чай відрізняється підвищеним вмістом танінів - до 16 %.
Сезон збору - з травня по жовтень. Листя чаю збираються і сортуються вручну.

### Урожайність
За запевненнями фахівців, врожайність адигейського чай при сприятливих умовах може досягати 50 центнерів з гектара
За фактом в 2016 році з адигейських плантацій зібрано 1,8 т чайного листа, в 2017 році — всього 600 кг, в 2019 році — трохи більше 2 тонн чаю-сирцю, а в 2020 році через посуху врожайність була знову низькою — зібрано всього 1,6 тонн. Врожайність може бути підвищена за рахунок зрошення, причому необхідно використовувати дрібнодисперсне зрошення, що підвищує врожайність на 30 %.

## Чайний туризм
Туристам пропонуються екскурсії на чайні плантації. В адміністративному корпусі Адигейської філії ВНДІКіСК в Майкопі є «музей чаю».